# وترزفیلد (کنتیکت)
وترزفیلد (به انگلیسی: Wethersfield) یک منطقهٔ مسکونی در ایالات متحده آمریکا است که در شهرستان هارتفورد، کنتیکت واقع شده‌است.
 وترزفیلد ۳۴٫۰ کیلومتر مربع مساحت و ۲۷٬۰۴۹ نفر جمعیت دارد و ۱۳٫۱۱ متر بالاتر از سطح دریا واقع شده‌است.